# Nomós Zakýnthou
Nomós Zakýnthou är en regiondel i Grekland.  Den ligger i regionen Joniska öarna, i den sydvästra delen av landet, 260 km väster om huvudstaden Aten. Antalet invånare är 41 472. Arean är 408 kvadratkilometer.
Större öar är Nisída Árpina, Nisída Stamfáni, Nisídes Strofádes, Vrachonisída Ágios Ioánnis och Zakynthos.
Nomós Zakýnthou var en prefektur fram till 2011 när den ombildades till en regiondel. Regiondelen har enbart en kommun Dimos Zakynthos. Den tidigare prefekturen var indelad i sex kommuner.